# Kaklık, Honaz
Kaklık là một thị trấn thuộc huyện Honaz, tỉnh Denizli, Thổ Nhĩ Kỳ. Dân số thời điểm năm 2010 là 4.578 người.